# Unterdrückung
Unterdrückung ist die einem Individuum, einer Gesellschaft oder Menschengruppe leidvoll zugefügte Erfahrung gezielter Willkür, Gewalt und des Machtmissbrauchs. Als Synonym wird oft hierfür auch der Begriff Repression verwendet.
Der Ausdruck Unterdrückung bezeichnet vor allem das Niederhalten einer bestimmten sozialen Gruppe und von Individuen, manchmal auch ganzer Gesellschaften, durch missbräuchlichen Einsatz gesellschaftlicher Organe, ihrer Autorität oder anderer politischer und sozialer Maßnahmen. Mehr oder weniger offiziell in einer Gesellschaft institutionalisiert, vermag dies zur „systematischen Unterdrückung“ anzuwachsen und auch dann noch politische, ökonomische und psychologische Spuren hinterlassen, wenn einstmals etablierte, historisch langlebige und normalisierte Unterdrückungsverhältnisse, wie zum Beispiel der jahrhundertelange europäische Kolonialismus, formal beendet wurden.
Unterdrückung entsteht durch die allgemeine, auch unbewusste, Annahme, eine bestimmte Menschengruppe sei minderwertig oder rechtlos. Unterdrückung beschränkt sich selten allein auf regierungsamtliche Aktivitäten. Auch Einzelpersonen können Opfer von Unterdrückung werden, besonders dann, wenn ihnen die Solidarität einer sozialen Gruppe fehlt.
Die Allgemeine Erklärung der Menschenrechte und der Begriff der Menschenrechte wurden als Kritik der Unterdrückung formuliert, in der jede Macht klar beschränkt und ein Machtmissbrauch gegen Einzelpersonen oder eine Menschengruppe sanktioniert wird.

## Psychologie der Unterdrückung
In der Psychologie gelten Rassismus, Sexismus und andere auf Vorurteilen basierende Diskriminierungsformen gleichsam als Glaubenssysteme, die, wenn auch nicht notwendigerweise von sich aus unterdrückend, doch zur Unterdrückung führen können, sobald sie in die Tat umgesetzt oder gesetzlich verordnet werden. In der Soziologie gelten diese Vorurteile häufig als institutionalisierte Unterdrückungssysteme  bestimmter Gesellschaften. Als Instrumente der Unterdrückung gelten Diffamierung, Perhorreszierung und Dämonisierung, wodurch häufig ein Sündenbockmechanismus geschaffen wird, der Aggressionen gegen bestimmte Gruppen und Einzelpersonen rechtfertigen soll.

## Politische Unterdrückung
Wird Unterdrückung systematisiert, durch Zwang, angedrohte oder ausgeübte Gewalt, seitens des Staates oder paramilitärischer nichtamtlicher Organisationen, nennt man sie politische Verfolgung. Subtilere Formen politischer Unterdrückung können schwarze Listen sein oder ideologisch motivierte Hysterien und Verfolgungen, wie der McCarthyismus in den USA.

## Hierarchie der Unterdrückung
Eine Hierarchie der Unterdrückung ist eine Rangfolge (Hierarchie) unterschiedliche Unterdrückungsmaßnahmen nach Willkür und Grausamkeit bzw. den erlittenen negativen Erfahrungen unterdrückter Gemeinschaften. Hierarchien der Unterdrückung gelten vielen Menschenrechtsaktivisten als problematisch, obwohl bestimmte Hierarchien der Unterdrückung weithin verbreitet sind. So wird an bestimmten marxistischen Positionen kritisiert, dass sie die Klassenunterdrückung als wichtiger erachten als andere Unterdrückungsformen, da diese der Hauptwiderspruch der Gesellschaft, eine Frauenunterdrückung hingegen nur ein Nebenwiderspruch der Gesellschaft sei. Inzwischen wird auch kritisiert, dass eine „in der Frauenforschung weit verbreitete Sichtweise […] eine Unterdrückungshierarchie [konstruiert], in der die rassistische Diskriminierung zum Nebenwiderspruch erklärt wird.“ Unterdrückungshierarchie wird oft auch als „Diskriminierungshierarchie“ bezeichnet, die es beispielsweise in Europa nach einem Entschluss des Europäischen Parlaments zur Diskriminierung von Menschen mit Behinderungen nicht geben solle.
Eine schwarze lesbische Frau kann stärker unterdrückt erscheinen als eine weiße heterosexuelle Frau. Dennoch finden politisch und sozial engagierte Aktivisten und Theoretiker solche Hierarchisierungen von Unterdrückung unproduktiv, da sie Koalitionen unterdrückter Gruppen und Einzelpersonen verhindern können. Eine Hierarchisierung von Unterdrückung kann zudem zu einer Hierarchisierung von Schuldzuschreibung führen. Unter einer Hierarchie der Unterdrückung wird eine Gruppe von schwarzen Lesben wahrscheinlich keine Koalition mit einer aus überwiegend weißen heterosexuellen Feministinnen bestehenden Gruppe bilden aufgrund einer Hierarchie der Notwendigkeiten und der unterschiedlichen Wahrnehmungen von Unterdrückung.
Die Hierarchie der Unterdrückung wird vor allem kritisiert im Mehrfachunterdrückungs-Ansatz und der Intersektionalitätsforschung (Intersection = Überschneidung).

## Belege
1. ↑  Wolfgang Reinhard: Die Unterwerfung der Welt. Globalgeschichte der europäischen Expansion 1415–2015. 5., ergänzte Auflage. Beck, München 2021, ISBN 978-3-406-68718-1.
2. ↑  Helma Lutz: „Rassismus und Sexismus, Unterschiede und Gemeinsamkeiten.“
3. ↑  Entschließung des Europäischen Parlaments. 30. November 2006.
4. ↑  Audre Lorde: There is no hierarchy of oppressions. Homophobia and Education. Council on Interracial Books for Children, New York 1983.
5. ↑  Warren J. Blumenfeld: "How Does Homophobia Hurt Us All?" (Memento vom 2. Dezember 2013 im Internet Archive) 1992.